# Georg von Hertling
Hrabia Georg von Hertling (ur. 31 sierpnia 1843 w Darmstadt, zm. 4 stycznia 1919 w Ruhpolding) – niemiecki polityk, profesor filozofii, premier Bawarii, kanclerz Cesarstwa Niemieckiego i premier Prus.

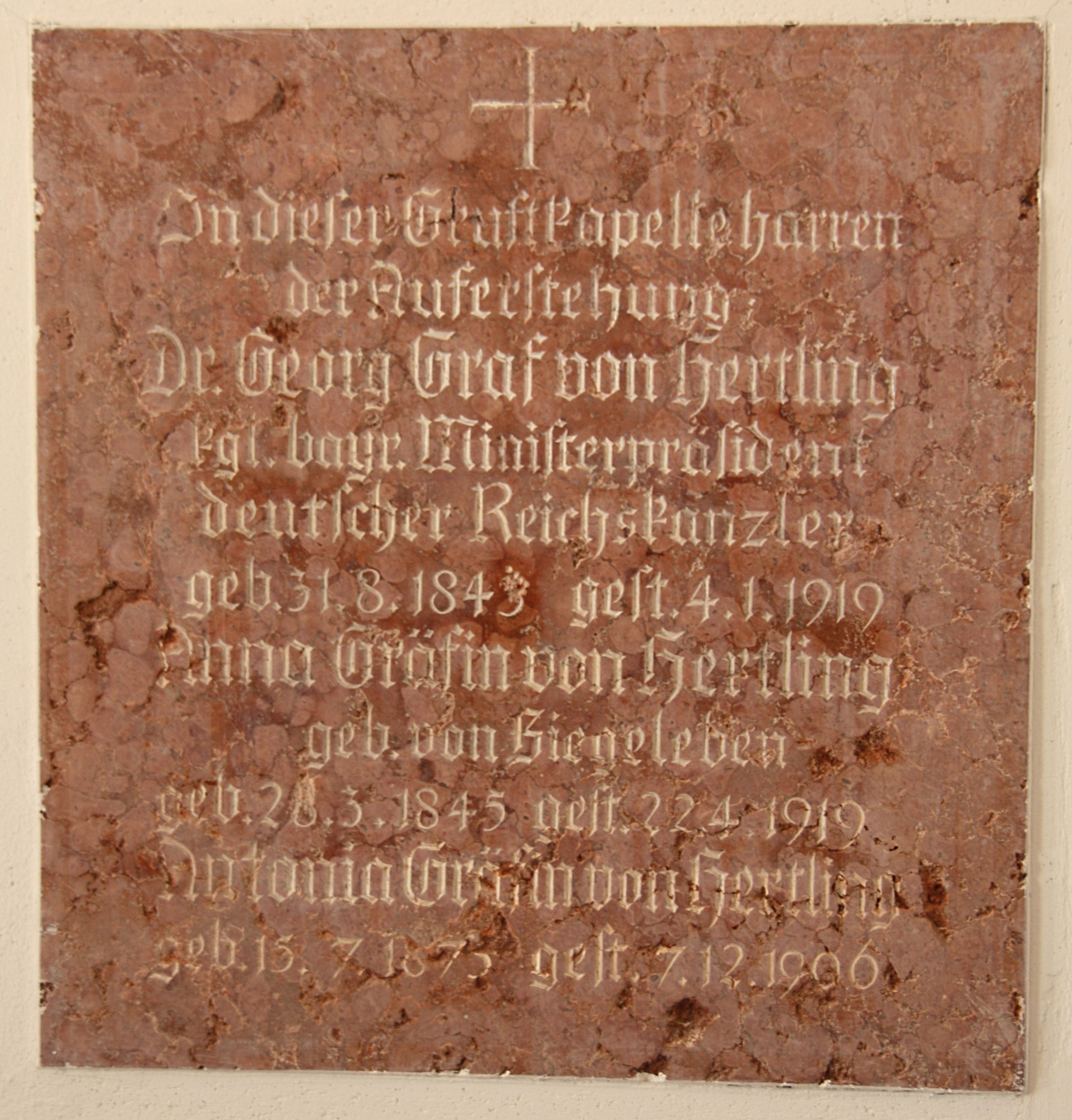
Tablica nagrobna Hertlinga w Ruhpolding

W trakcie pełnienia urzędu został zmarginalizowany przez koła wojskowe i nie odgrywał większej roli, głównie ze względu na swój podeszły wiek.